# Colpochila polita
Colpochila polita är en skalbaggsart som beskrevs av Britton 1986. Colpochila polita ingår i släktet Colpochila och familjen Melolonthidae. Inga underarter finns listade i Catalogue of Life.